# Ivan Petrovič Kulibin
Ivan Petrovič Kulibin (rusky Иван Петрович Кулибин; 10.jul./ 21. dubna 1735greg. – 30. červencejul./ 11. srpna 1818greg. Nižnij Novgorod) byl ruský hodinář, mechanik, projektant mostů a vynálezce. Svým dílem a plodnou představivostí inspiroval nejen současníky.
V roce 1791 zkonstruoval šlapací tříkolku, která byla vybavena setrvačníkem, převodovou hřídelí a brzdami.

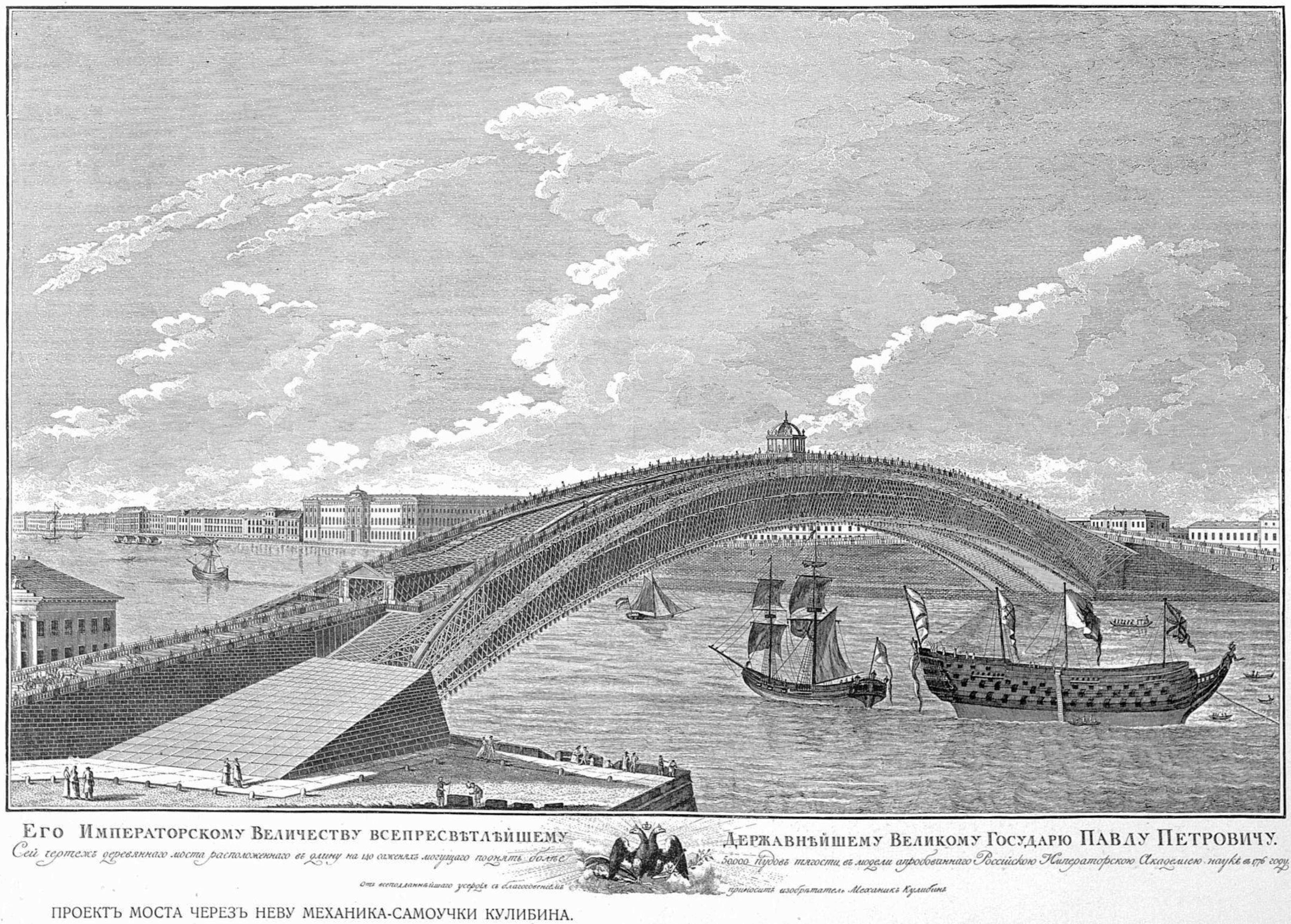
Projekt obloukového mostu přes Něvu (1776)